# Decembrie 2006
Acest articol este generat integral pe baza informațiilor din articolul 2006 și este actualizat periodic de un robot.
 Editările făcute în articol vor fi șterse la următoarea actualizare! Dacă doriți să faceți modificări, editați articolul-sursă.

ianuarie -
februarie -
martie -
aprilie -
mai -
iunie -
iulie -
august -
septembrie -
octombrie -
noiembrie -
decembrie
Decembrie 2006 a fost a douăsprezecea lună a anului și a început într-o zi de vineri.

## Evenimente

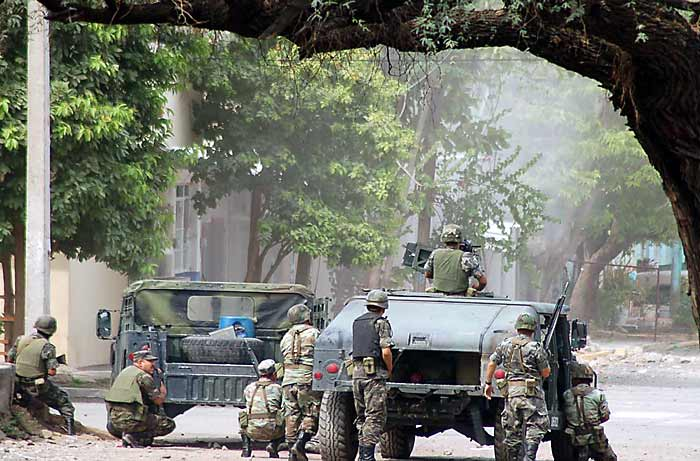
Războiul împotriva drogurilor din Mexic

- 1 decembrie: Sărbătoare de Ziua Națională a României. La București, paradă militară, spectacol de artificii, concert Phoenix și inaugurarea luminilor de sărbători. În acest an, luminile au culorile Uniunii Europene: alb, albastru și galben. Ceremonii organizate la Alba Iulia și în alte orașe din țară. La Cluj, liderii UDMR au depus la statuia lui Avram Iancu o coroană de flori cu panglică de doliu în locul tricolorului.
- 1 decembrie: În România intră în vigoare un nou cod rutier, mai aspru și controversat. Se aplică un sistem nou, prin care șoferii sunt amendați cu puncte de penalizare; la cumularea a 15 puncte se suspendă permisul de conducere.
- 2 decembrie: Pentru prima dată, în România se desfășoară concursul internațional de creație muzicală pentru copii Eurovision Junior 2006.
- 11 decembrie: Președintele Mexicului, Felipe Calderón, trimite armata mexicană pentru a combate cartelurile de droguri în statul Michoacán, inițiind războiul mexican împotriva drogurilor.

## Nașteri
- 10 decembrie: Adalia Rose Williams, youtuberiță americană (d. 2022)

## Decese
- 1 decembrie: Petre Achițenie, 77 ani, pictor român (n. 1929)
- 1 decembrie: Jørgen Gustava Brandt, 77 ani, poet danez (n. 1929)
- 1 decembrie: Claude Jade (n. Claude Marcelle Jorré), 58 ani, actriță franceză (n. 1948)
- 4 decembrie: Len Sutton, 81 ani, pilot american de Formula 1 (n. 1925)
- 5 decembrie: Nicolae Vrăbiescu, 63 ani, politician român, primar al sectorului 6, București (n. 1928)
- 6 decembrie: Robert Rosenblum, 79 ani, istoric al artelor, american (n. 1927)
- 7 decembrie: Mihail Bruhis, 87 ani, istoric și publicist din Basarabia, stabilit ulterior în Israel (n. 1919)
- 7 decembrie: Jeane Kirkpatrick, 80 ani,  diplomat și politolog american (n. 1926)
- 11 decembrie: Dumitru Chesa, 74 ani, actor român (n. 1932)
- 11 decembrie: Dumitru Pop, 79 ani, filolog, folclorist și etnolog român (n. 1927)
- 12 decembrie: Peter Lawrence Boyle, 71 ani, actor american (n. 1935)
- 13 decembrie: Richard Carlson, 45 ani, autor american (n. 1961)
- 15 decembrie: Clay Regazzoni (n. Gianclaudio Regazzoni), 67 ani, pilot elvețian de Formula 1 (n. 1939)
- 17 decembrie: Kyōko Kishida, 76 ani, actriță și scriitoare japoneză de cărți pentru copii (n. 1930)
- 18 decembrie: Ion Rotaru, 82 ani, critic și istoric literar român (n. 1924)
- 18 decembrie: Joseph Barbera, animator și producător american (n. 1911)
- 21 decembrie: Saparmurat Niiazov, politician turkmen (n. 1940)
- 22 decembrie: Ivan Kakovici, 73 ani, scriitor asirian născut în Ucraina (n. 1933)
- 22 decembrie: Ervin Lázár, 70 ani, scriitor maghiar (n. 1936)
- 22 decembrie: Elena Muhina, 46 ani, sportivă rusă (gimnastică artistică), (n. 1960)
- 25 decembrie: James Brown, cântăreț american (n. 1933)
- 26 decembrie: Gerald Ford (n. Leslie Lynch King Jr.), 93 ani, al 38-lea Președinte al Statelor Unite (n. 1913)
- 27 decembrie: Peter Hammer, 70 ani, matematician american născut în România, de etnie evreiască (n. 1936)
- 28 decembrie: Kōmei Abe, 95 ani, compozitor japonez (n. 1911)
- 28 decembrie: Irina Athanasiu, 58 ani, profesor universitar român (n. 1948)
- 30 decembrie: Hans Hermannstädter, 88 ani, handbalist român de etnie germană (n. 1918)
- 30 decembrie: Saddam Hussein (Saddam Hussein Abd al-Majid al-Tikriti), 69 ani, om politic, șef de stat irakian, dictator (n. 1937)
- 31 decembrie: Dorimedont Cecan (n. Nicolae Cecan), 45 ani, episcop ortodox din R. Moldova (n. 1961)